# Чепура чорна
Чепура чорна (Egretta ardesiaca) — вид птахів родини чаплевих (Ardeidae).

## Поширення
Поширена в тропічній Африці від Сенегалу та Судану до Південної Африки (за винятком басейну Конго та сухих районів Калахарі), але трапляється переважно в східній половині континенту та на Мадагаскарі. Бродяжних птахів також спостерігали в Греції та Італії.
Мешкає на мілководдях, таких як береги прісноводних озер і ставків. Його також можна знайти на болотах, узбережжях річок, рисових полях і сезонно затоплюваних луках. У прибережних районах він живе вздовж припливних річок і струмків, у лужних озерах і припливних рівнинах.

## Опис
Чапля середнього розміру, заввишки 48 до 56 сантиметрів. Оперення повністю чорне з блакитно-сірими відблисками.